# Maxi Gstettenbauer

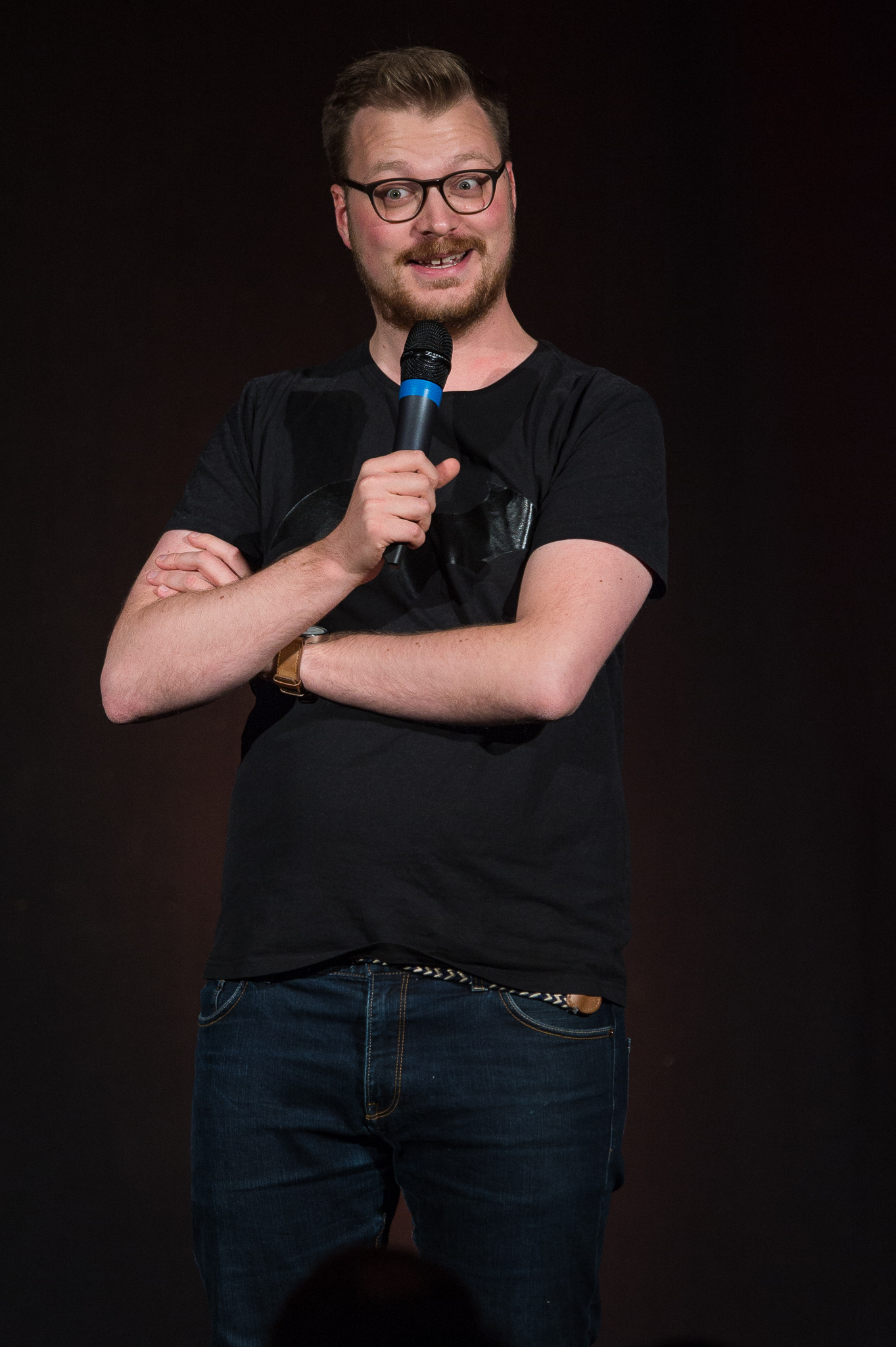
Maxi Gstettenbauer (2017)

Maximilian Ronald Alfons „Maxi“ Gstettenbauer (* 2. Juni 1988 in Straubing) ist ein deutscher Stand-up-Comedian und Moderator.

## Leben
Gstettenbauer wuchs im niederbayerischen Schwarzach auf und besuchte dort die Schule bis zur mittleren Reife. Mit 18 Jahren zog er nach Köln.
Er beschäftigte sich ab 2004 beim Internetradio B.tuned mit dem Echtzeit-Strategiespiel Warcraft III und moderierte auf der Leipziger Games Convention 2005. Nachdem er seit 2006 zunächst beim eSports-Sender GIGA 2 als Moderator gearbeitet hatte, übernahm er zusätzlich die Videospielsendungen GIGA Games und GIGA LIGA Live sowie die Popkultursendung Nerd Alert auf GIGA bis zur Einstellung des Senders im Jahre 2009.
Gstettenbauer begann 2009 als Comedian zu arbeiten. Zunächst war er nach eigenen Angaben noch auf finanzielle Hilfe aus der Familie angewiesen, lebt er seit 2012 davon. Fernsehauftritte hatte er u. a. bei TV total (ProSieben), NightWash (einsFestival/WDR), Kabarett aus Franken (BR), FunClub (RTL II), im Sat.1-Frühstücksfernsehen sowie 2014 beim RTL Comedy Grand Prix, bei dem er hinter Ingmar Stadelmann den zweiten Platz belegte.
Ab Juni 2015 hatte er seinen persönlichen Podcast namens Gstettentime, wobei ihn seit Folge 50 seine Frau unterstützte. Die bislang letzte Episode wurde im März 2021 veröffentlicht.
Im Juni 2016 moderierte Gstettenbauer auf dem Fernsehsender RTL II die Sendung Comedy Clip-Club und hatte 2018 einen Gastauftritt in der Comedy-Fernsehserie jerks. Von März 2018 bis November 2022 moderierte er die Comedy-Show Standup 3000 auf dem Sender Comedy Central. Von 2019 bis 2022 war er Mitglied der Jury der Show Roast Battle auf Comedy Central. Des Weiteren trat er 2020 in der auf Sat.1 ausgestrahlten Sendung Luke! Die Greatnightshow auf. Im März 2020 wurde die Pilot-Sendung der The True Night Show auf One ausgestrahlt. Die Sendung war Anfang des Monats in Köln aufgezeichnet worden, kurz bevor die meisten Produktionen aufgrund der COVID-19-Pandemie eingestellt worden waren. Schließlich  wurden im November 2020 die bislang zwei einzigen Folgen ausgestrahlt.
Seit dem 2. März 2021 bespielt er mit Alain Frei den gemeinsamen Podcast Gut abgehangen.

## Comedy-Programme
Maxi Gstettenbauer hatte im Jahr 2012 seinen Durchbruch als Comedian. Seither hat er verschiedene Comedy-Programme für die Bühne geschrieben:
- Nerdisch by Natur (2012)
- Maxipedia
- Lieber Maxi als normal
- Gute Zeit
- Stabil (ab 2024)

Er tritt in Deutschland, Österreich und der Schweiz auf.

## TV-Shows ehemalig/einmalig
- TV total (ProSieben)
- NightWash (einsFestival/WDR)
- Kabarett aus Franken (BR)
- FunClub (RTL II)
- Sat.1-Frühstücksfernsehen (Sat.1)
- 2014: RTL Comedy Grand Prix (RTL)[16]
- 2016: Comedy Clip-Club (RTL II, Moderation)[17]
- 2018: jerks. (Gastauftritt)[18]
- 2018–2022: Standup 3000 (Comedy Central, Moderation)[19]
- 2019–2022: Roast Battle (Comedy Central, Jury)[20]
- 2020: Luke! Die Greatnightshow (Sat.1, Gastauftritt)[21]
- 2020: The True Night Show (One)[22][23][24]
- 2022: Die Anstalt (ZDF, Gastauftritt)
- 2022: Grill den Henssler (VOX, Gastauftritt)
- 2022: ZDF Comedy Sommer (Folge 1)[25]
- 2023: ZDF Comedy Sommer (Folge 1)[26]
- 2025: Das große Promibacken (Sat 1)

## Podcasts
- 2015–2021: Gstettentime (ab Folge 50 mit seiner Frau)
- Seit 2021: Gut abgehangen (mit Alain Frei)

## Publikationen
- Meine Depression ist deine Depression. Ein Buch gegen das Alleinsein, Rowohlt Verlag, Hamburg 2022, ISBN 978-3-499-01054-5.
- 11,5 Rules für dein erfolgreichstes Leben. Selbsthilfe von einem Typen, der auch keine Ahnung hat, Rowohlt Verlag, Hamburg 2025, ISBN 978-3-499-01608-0.

## Auszeichnungen
- Gewinner des
  - Comedy Slam Trier: 2010, 2012
  - Constantin-Comedy-Preis Trier: 2011
  - Comedy Slam Hamburg: 2011, 2013
  - Comedy Clash Stuttgart: 2012, 2013
  - Comedy Slam Düsseldorf: 2013
  - Hamburger Comedy Pokals: 2013
  - Kleinkunstpreis Ostfriesland: 2013
  - NDR Comedy Contest: 2013
  - Master Slam Düsseldorf: 2014
  - sPezialist Publikumspreis: 2014
- Jury-Preis des großen Kleinkunstfestivals: 2016